# Charles Tristan, marquis de Montholon
Charles Tristan, marquis de Montholon, francoski general, * 1782, † 1853.
Tristan, ki je bil vdan Napoleonu, mu je sledil v izgnanstvo na Sveto Heleno. Tisti, ki so prepričani, da je bil Napoleon zastrupljen, menijo, da je glavni osumljenec prav Tristan.
Leta 1849 je bil izvoljen v Zakonodajno skupščino druge francoske republike.